# Abbaye de Chammünster
L’abbaye de Chammünster est une ancienne abbaye bénédictine à Chammünster, quartier de Cham, dans le Land de Bavière et le diocèse de Ratisbonne.

## Histoire
Le monastère, dédié à l'Assomption, aurait été fondé en 739 en tant que monastère bénédictin par des moines de l'abbaye Saint-Emmeran à la demande du duc Odilon de Bavière. La première mention documentée remonte à l'an 819. Il a une importance nationale pour le prosélytisme non seulement de la forêt de Bavière, mais aussi de la Bohême. Dans la première moitié du Xe siècle, cependant, le monastère est démoli lors de l'invasion des Hongrois. On attribue la fondation de la collégiale en 1016.
La minster devient le siège du doyenné de Cham et la grande paroisse de 35 paroisses.
Au XVIe siècle, la chapelle et l'ossuaire de la ville datant du Moyen Âge sont partiellement détruits par les calvinistes, mais les voûtes contenant les ossements sont restées en grande partie intactes.
En 1830, des ouvriers découvrent la chambre, un vestige supposé dater du XIIIe siècle. Le nombre d'ossements dans l'ossuaire est encore inconnu, mais les voûtes contiennent environ 5 000 crânes.